# أرلين ألدا
أرلين ألدا (بالإنجليزية: Arlene Alda)‏ هي كاتِبة وكاتبة للأطفال ومصورة أمريكية، ولدت في 7 ديسمبر 1933 في نيويورك في الولايات المتحدة.

## وصلات خارجية
- الموقع الرسمي
- أرلين ألدا على موقع IMDb (الإنجليزية)